# Liste der Monuments historiques in Buoux
Die Liste der Monuments historiques in Buoux führt die Monuments historiques in der französischen Gemeinde Buoux auf.

## Liste der Bauwerke
| Bezeichnung                                                                                         | Beschreibung                                       | Standort                         | Kennzeichnung | Schutzstatus | Datum | Bild           |
| --------------------------------------------------------------------------------------------------- | -------------------------------------------------- | -------------------------------- | ------------- | ------------ | ----- | -------------- |
| Fort (Ruine)                                                                                        |                                                    | 84480 (Lage)                     | PA00081985    | Classé       | 1986  | weitere Bilder |
| Friedhofskapelle Einfriedungsmauer                                                                  | ehemalige Kirche, dient jetzt als Friedhofskapelle | (Lage)                           | PA84000044    | Inscrit      | 2005  | weitere Bilder |
| Prähistorischer Fundplatz                                                                           |                                                    | Le Moulin Clos Les Roches (Lage) | PA00081986    | Classé       | 1968  |                |
| Schloss Logis, Turm, Stadtmauer, Garten, Park, Terrasse, Treppe, Wasserbecken, Nymphäum, Innendekor |                                                    | (Lage)                           | PA00081984    | Classé       | 1996  | weitere Bilder |

## Liste der Objekte
| Bezeichnung              | Beschreibung                                                                 | Standort | Kennzeichnung | Schutzstatus | Datum | Bild |
| ------------------------ | ---------------------------------------------------------------------------- | -------- | ------------- | ------------ | ----- | ---- |
| Altar                    | Dieser karolingische Steinaltar aus dem 9. Jh. dient als Weihwasserbecken.   | Kirche   | PM84000304    | Classé       | 1908  |      |
| Statue des hl. Sebastian | gehört eventuell zur Pfarrkirche in Beaumes-de-Venise (falsche INSEE-Nummer) |          | PM84001393    | Inscrit      | 2019  |      |